# Burgruine Laaber
Die Burgruine Laaber ist die Ruine einer Höhenburg auf einem Felsen über dem Zentrum des Marktes Laaber im Landkreis Regensburg in Bayern. Die Anlage ist unter der Aktennummer D-3-75-162-8 als denkmalgeschütztes Baudenkmal von Laaber verzeichnet. Ebenso wird sie als Bodendenkmal unter der Aktennummer D-3-6937-0237 im Bayernatlas als „archäologische Befunde des Mittelalters und der frühen Neuzeit im Bereich der Burgruine Laaber“ geführt.

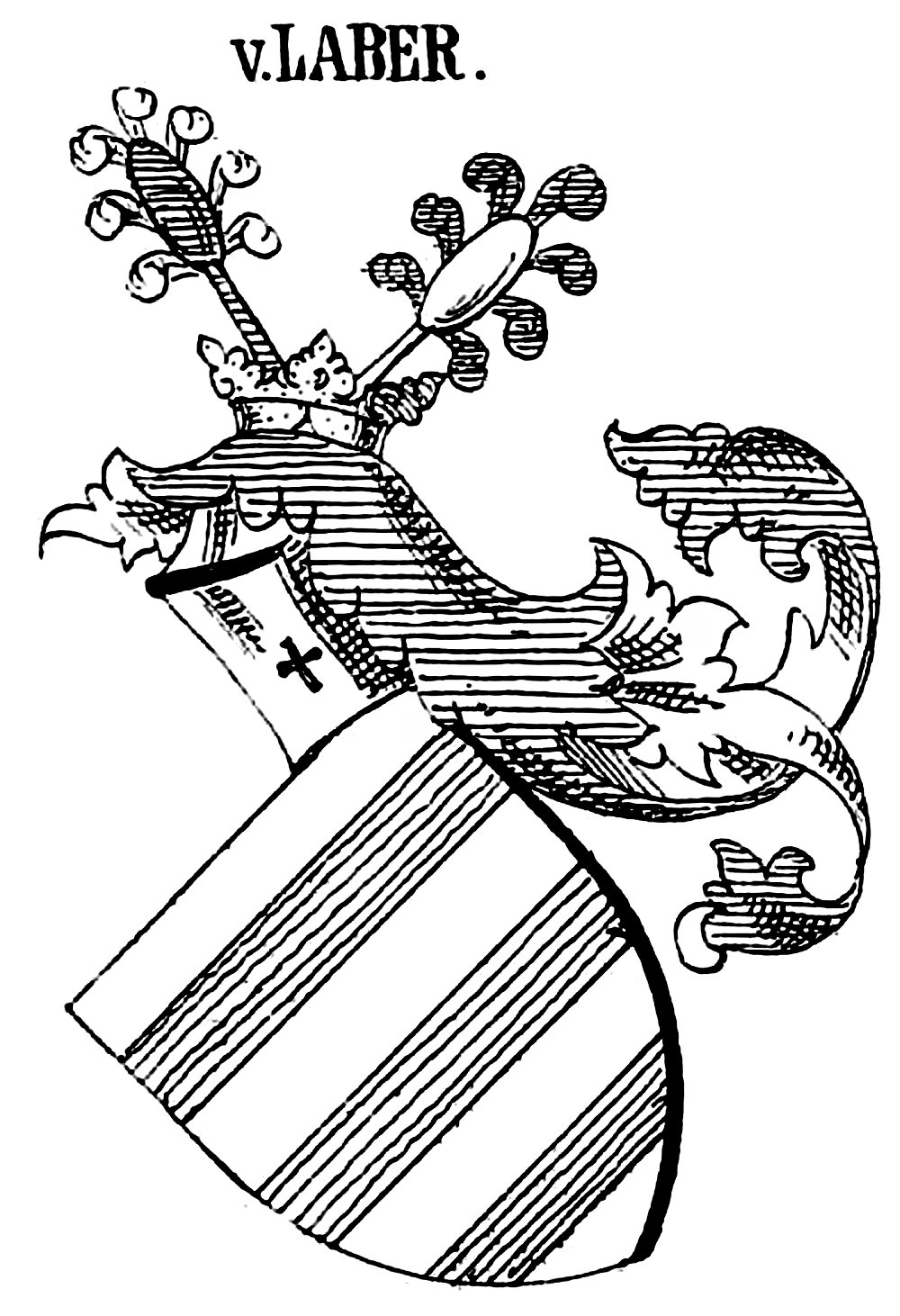
Wappen der Herren von Laaber nach Johann Siebmachers Wappen-Buch

## Geschichte

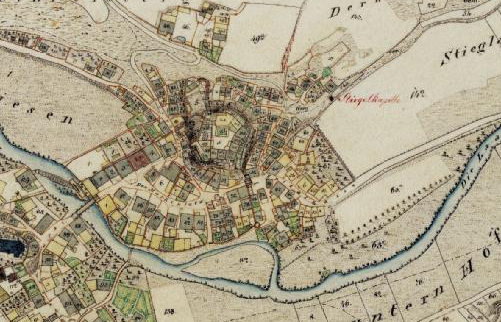
Lageplan der Burgruine Laaber auf dem Urkataster von Bayern

Die Burg wurde Ende des 12. Jahrhunderts von den Herren von Laaber, die in Verbindung mit der Gründung des Klosters Reichenbach im Jahre 1118 erstmals in einer Urkunde genannt werden, erbaut zur Kontrolle der Flussübergänge und der „Königsstraße“ im Labertal im Auftrag des Stauferkaisers Friedrich II., was den Rittern, die auch Besitzer der Burg Prunn und der Burg Breitenegg waren, eine bedeutende Machtstellung einbrachte.
1367 war Hadamar IV. von Laaber, Sohn des berühmten Minnesängers Hadamar III. von Laber, Bürgermeister der Reichsstadt Regensburg und lebte nach Niederlegung seines Amtes in ständiger Fehde mit der Stadt, was die Stadt 1389 veranlasste, die Burg Laaber anzugreifen und zu beschädigen.
Nachdem im 15. Jahrhundert die Herren von Laaber in Schwierigkeiten geraten waren, wurde die Burg an die Wittelsbacher verkauft, wurde aber 1466 an Ulrich von Laaber zurückgeben und kam nach dem Aussterben des Geschlechtes der Laaber an das Herzogtum Bayern-Landshut und 1505 an das Herzogtum Pfalz-Neuburg, das auf der Burg ein Pflegamt unterhielt. Im Jahre 1597 wurde die Burg schlossartig ausgebaut, die Türme wurden 1720 abgebrochen und ab 1805, im Besitz der Gemeinde, verfiel die Burg im 19. Jahrhundert.

## Anlage

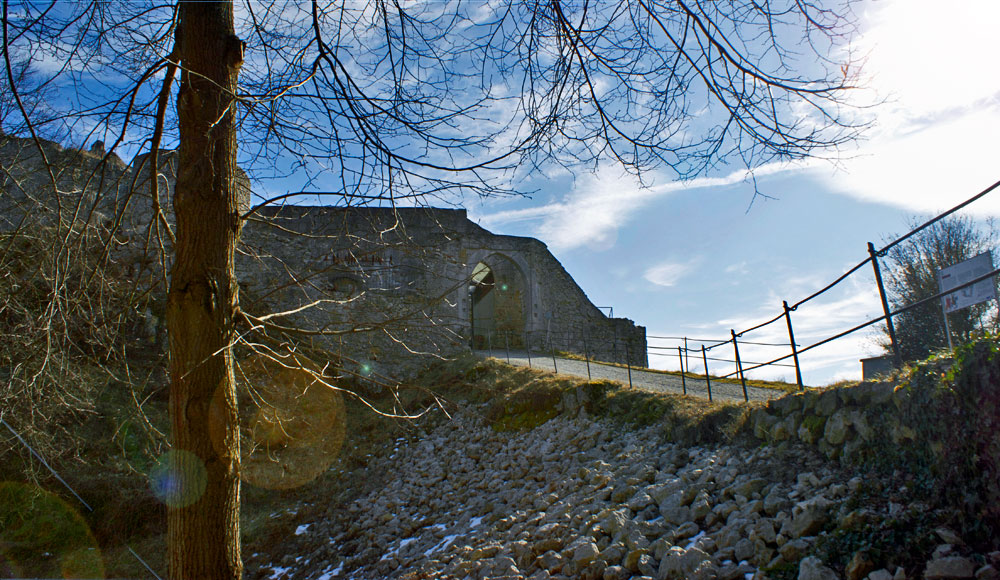
Die Höhenburg über der Ortschaft Laaber

Die Burganlage wurde durch einen tiefen Halsgraben, der im Mittelalter über eine Holzbrücke mit Zugbrücke verfügte, vom Bergrücken getrennt, geschützt durch einen halbrunden Turm gefolgt von einer Toranlage mit gotischem Torzwinger. Das zweite Tor und das dritte Tor, das durch eine mehrere Meter starke Ringmauer führt, zeigen ein mächtiges Buckelquaderwerk.
Der mächtige Stumpf des rechteckigen Bergfrieds, mit der dahinter liegenden Burgkapelle, zeigt für die Zeit um 1200 typisches großes exakt zugehauenes Quadermauerwerk und im Süden und Osten der Anlage befinden sich noch die Mauern der Wohngebäude mit Fenstern aus romanischer Zeit. Im Burghof befand sich eine Zisterne. Der Burgplatz ist heute ein Bodendenkmal.